# Tanasevitchia
Tanasevitchia Marusik & Saaristo, 1999 è un genere di ragni appartenente alla famiglia Linyphiidae.

## Distribuzione
Le due specie oggi attribuite a questo genere sono state reperite in Russia.

## Tassonomia
Per la determinazione dei caratteri di questo genere sono stati esaminati gli esemplari denominati Minicia uralensis Tanasevitch, 1983 dagli aracnologi Marusik e Saaristo nel 1999.
A giugno 2012, si compone di due specie:
- Tanasevitchia strandi (Ermolajev, 1937) — Russia
- Tanasevitchia uralensis (Tanasevitch, 1983)[3] — Russia